# Tädongganggujŏk
Tädongganggujŏk (korejsky 대동강구역) je jeden z městských obvodů Pchjongjangu, hlavního města Severní Korey. Leží v meandru na jižním břehu Tedongu a jeho severozápadní, severní a severovýchodní hranici tak určuje právě břeh řeky. Dva mosty, Čchŏngnju na severozápadě a Rŭngna na jihozápadě, jej spojují s obvodem Čunggujŏk na druhém břehu řeky. Na jihozápadě sousedí s obvodem Tongdäwŏngujŏk a na jihovýchodě s obvodem Sadonggujŏk.